# Badminton aux Jeux olympiques d'été de 2008
Navigation
Athènes 2004 Londres 2012
Les épreuves de badminton aux Jeux olympiques d'été de 2008 se sont déroulées du 9 au 17 août 2008 au Gymnase de l'Université polytechnique de Pékin en Chine.

## Organisation

### Site des épreuves
Toutes les épreuves ont eu lieu au Gymnase de l'Université polytechnique de Pékin, à 30 minutes de bus du village olympique. 
Du 27 juillet au 16 août, la Chine a mis à disposition des compétiteurs 8 courts de badminton pour leurs entraînements, 4 au Gymnase de Chaoyang, et 4 autres au Gymnase Yuetan.

### Épreuves
- Simple hommes
- Simple dames
- Double hommes
- Double dames
- Double mixte

### Qualification
Au total, 64 joueurs ont été inscrits dans chaque tableau de simple (3 au maximum par pays), et 16 équipes ont composé les tableaux de double. Les qualifications pour ces jeux de Pékin ont découlé  des classements de la Fédération mondiale de badminton au 1er mai 2008.

#### Critères de qualification
- Joueurs/paires classés dans les quatre premiers : 3 qualifiés par nation
- Joueurs/paires classés entre la 5e et la 16e place : 2 qualifiés
- Joueurs/paires classés après la 16e place: 1 qualifié
- Une commission tripartite d'invitation attribue les dernières places restantes en fonction notamment de la représentativité de tous les continents. La Chine, en tant que pays organisateur, bénéficie de deux places au total. Elle pourra engager d'autres joueurs au vu du classement du 1er mai 2008.

### Calendrier
| Août          | 9              | 10             | 11             | 12            | 13            | 14            | 15              | 16              | 17              |
| ------------- | -------------- | -------------- | -------------- | ------------- | ------------- | ------------- | --------------- | --------------- | --------------- |
| Simple hommes | 1/32 de finale | 1/32 de finale | 1/16 de finale | 1/8 de finale |               | 1/4 de finale | 1/2 finale      | Bronze          | Finale          |
| Simple dames  | 1/32 de finale | 1/16 de finale | 1/8 de finale  |               | 1/4 de finale |               | 1/2 finale      | Bronze & Finale |                 |
| Double hommes |                |                |                |               | 1/8 de finale | 1/4 de finale | 1/4 de finale   | 1/2 finale      | Bronze & Finale |
| Double dames  |                | 1/8 de finale  | 1/4 de finale  |               | 1/2 finale    |               | Bronze & Finale |                 |                 |
| Double mixte  |                |                |                | 1/8 de finale |               | 1/4 de finale |                 | 1/2 finale      | Bronze & Finale |

|  | Jour de compétition |  | Jour de finale |

## Résultats
Présente sur tous les podiums, la Chine remporte un total de 8 médailles sur 15 possibles.
| Épreuves      | Or                                       | Argent                                    | Bronze                                  |
| ------------- | ---------------------------------------- | ----------------------------------------- | --------------------------------------- |
| Simple hommes | Chine Lin Dan                            | Malaisie Lee Chong Wei                    | Chine Chen Jin                          |
| Simple dames  | Chine Zhang Ning                         | Chine Xie Xingfang                        | Indonésie Maria Kristin Yulianti        |
| Double hommes | Indonésie Markis Kido & Hendra Setiawan  | Chine Fu Haifeng & Cai Yun                | Corée du Sud Lee Jae-jin & Hwang Ji-man |
| Double dames  | Chine Du Jing & Yu Yang                  | Corée du Sud Lee Kyung-won & Lee Hyo-jung | Chine Zhang Yawen & Wei Yili            |
| Double mixte  | Corée du Sud Lee Yong-dae & Lee Hyo-jung | Indonésie Nova Widianto & Liliyana Natsir | Chine He Hanbin & Yu Yang               |

## Tableau des médailles
| Rang  | Nation       | Or | Argent | Bronze | Total |
| ----- | ------------ | -- | ------ | ------ | ----- |
| 1     | Chine        | 3  | 2      | 3      | 8     |
| 2     | Indonésie    | 1  | 1      | 1      | 3     |
| 3     | Corée du Sud | 1  | 1      | 1      | 3     |
| 4     | Malaisie     | 0  | 1      | 0      | 1     |
| Total | Total        | 5  | 5      | 5      | 15    |